# Стайчин-Дол
Ста́йчин-Дол (болг. Стайчин дол) — село в Смолянській області Болгарії. Входить до складу общини Мадан.

## Населення
За даними перепису населення 2011 року у селі проживали 5 осіб, з них 3 особи (60,0%) — іншої національності (не болгари, не турки і не цигани).
Розподіл населення за віком у 2011 році:
Динаміка населення: